# Nicole Polizzi
Pour les articles homonymes, voir Polizzi (homonymie).
Nicole Elizabeth LaValle (née Polizzi le 23 novembre 1987 à Santiago au Chili), plus connue sous le surnom de Snooki, est une personnalité médiatique américaine. Elle se fait connaître du public américain lors de sa participation, en 2009, à Jersey Shore, une émission de télé-réalité diffusée sur MTV. Véritable phénomène de société, elle est caricaturée dans le dessin animé South Park dans l'épisode C'est un truc new-jersien.

## Biographie

### Enfance
Nicole Polizzi est née à Santiago, au Chili, et est adoptée à l'âge de six mois par un couple d'italo-américains. Son père est pompier volontaire et responsable d'une casse automobile, sa mère est chef de bureau. Nicole reçoit le surnom de « Snooki » au collège , en référence au film Save the Last Dance car elle est la première de ses amies à embrasser un garçon. Adolescente, Elle fréquente la Marlboro High School, à New York, où elle obtient son diplôme de technicienne vétérinaire. Au lycée, elle est également pom-pom girl et connaît des troubles alimentaires en se comparant aux autres cheerleaders.

### Télé-réalité

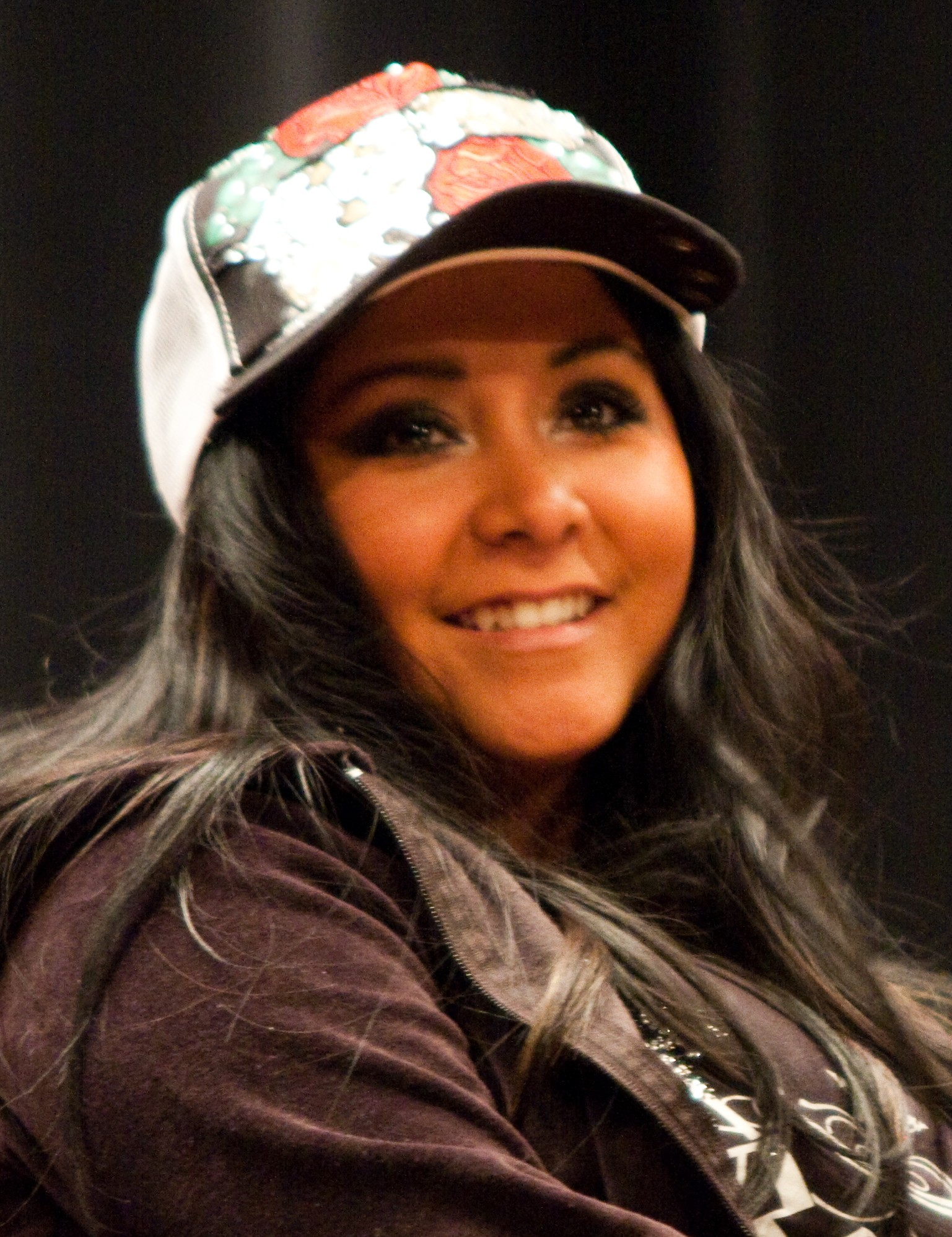
Snooki en 2010.

Nicole Polizzi fait sa première apparition à la télévision lors de l'émission Is She Really Going Out With Him? produite par MTV en juillet 2009. Ayant adoré ce tournage, elle passe le casting de Bienvenue à Jersey Shore, où son style vestimentaire, son pouf et son franc-parler la font repérer par le directeur de casting, Josh Allouche, un employé de Doron Ofir Casting. Nicole Polizzi est la plus jeune des guidos et guidettes, terme péjoratif donné aux italo-américains trop bronzés, trop musclés, qui participent à l'émission. Elle devient rapidement la star de cette télé-réalité, son « étrange charisme » attirant à la fois le mépris et l'admiration du public comme l'indique The New York Times.
Lorsque des annonceurs, comme Domino's Pizza ou Dell, retirent leurs publicités de l'émission, arguant qu'elle propageait des stéréotypes négatifs sur les italo-américains, elle les insulte, ce qui provoque des réactions amusées des annonceurs lui demandant de profiter de son quart d'heure de célébrité,.
Pendant le tournage à Seaside Heights, Nicole Polizzi est frappée au visage par un homme dans un bar pour une histoire de boisson volée. Le coup de poing est coupé au montage mais est disponible sur internet et est d'ailleurs apparu dans de nombreux médias,. Après la publication de la vidéo, les tarifs d'apparition de Snooki sont passés de 2 000 $ à 10 000 $ par épisode,. Son costume est le plus populaire lors d'Halloween 2010 et, elle est caricaturée dans le dessin animé South Park dans l'épisode C'est un truc new-jersien. Elle fait également l'objet, avec ses partenaires de l'émission, de nombreuses parodies dans les late-night show.
Dans une vidéo promotionnelle pour la saison 2 de l'émission, elle critique ouvertement une décision de l'administration Obama de mettre en place une taxe de 10 % sur les cabines de bronzage et prend à témoin son adversaire à l'investiture John McCain qui lui répond via Twitter. Cette taxe est alors surnommée la « Snooki tax » par la presse,,. Cette référence à Snooki a été également faite par deux universitaires qui s'interrogent sur la représentation que se font les jeunes américains des femmes après avoir regardé les programmes de télé-réalité.
Sa popularité lors de la première saison de Jersey Shore lui a valu d'être payée 5 000 $ par épisode puis 30 000 $ par épisode. Lors de la saison 5 de Jersey Shore, elle reçoit 150 000 dollars par épisode, ce qui fait un peu plus de 2 millions la saison. Elle fait l'objet en 2011 d'un épisode du documentaire Hollywood Stories alors qu'elle n'est connue que depuis 20 mois.
La même année, Nicole Polizzi et sa partenaire de Bienvenue à Jersey Shore Jennifer « JWoww » Farley, signent un contrat pour un spin-off de l'émission intitulé Snooki & JWOWW. Annoncée par les deux vedettes de l'émission comme une version moderne de la sitcom Laverne and Shirley, le premier épisode est diffusé en juin 2012 sur MTV. Après une première saison tournée dans une ancienne caserne de pompiers de Jersey City, la deuxième saison se déroule au sein de leurs domiciles à la suite de l'annonce de la grossesse de Snooki. L'émission relate sa grossesse et ses premières années de maternité et dure quatre saisons avant de se terminer en février 2015.
En septembre 2013, Snooki participe à la 17e saison de Dancing with the Stars, elle est éliminée le 28 octobre, lors de la septième semaine de l'émission. Début 2016, Nicole Polizzi joue avec son mari dans Nicole & Jionni's Shore Flip, une émission de rénovation de maison, diffusé sur la chaîne Fyi. De novembre 2015 à décembre 2017, elle joue de nouveau avec Jennifer Farley dans une série Web Snooki & Jwoww: Moms With Attitude produite par AwesomenessTV. En 2017, elle participe à The New Celebrity Apprentice, elle est éliminée par Arnold Schwarzenegger lors du quatrième épisode de l'émission.
En avril 2018, elle retrouve ses partenaires de Jersey Shore pour une nouvelle émission Jersey Shore: Family Vacation (en). La première saison les montre en vacances pendant un mois à Miami. Deux autres saisons sont tournées avant que Snooki annonce qu'elle ne reviendra pas pour une quatrième saison car, elle ne veut plus être éloignée de longues semaines de ses enfants et n'apprécie plus faire la fête comme dix ans auparavant.

### WWE
En 2011, Nicole Polizzi est invitée par la WWE à participer à une rencontre de catch en tant que Guest Host Star. Au cours de l'événement, elle se fait insulter par l'équipe féminine des LayCool, et frappe Michelle McCool, l'une de ses membres. Vickie Guerrero annonce par la suite qu'elle participera à un match lors de WrestleMania XXVII aux côtés de John Morrison et Trish Stratus contre Dolph Ziggler et les LayCool. C'est la première fois qu'une candidate d'une émission de télé-réalité participe à l'une des plus grandes scènes de catch à WrestleMania. Elle gagne ce match de WrestleMania XXVII avec John Morrison et Trish Stratus. Lors des Slammy Awards 2011, elle gagne le Slammy Award de l'invité de l'année.

### Autres apparitions télévisuelles et cinématographiques
Avec ses autres partenaires de Jersey Shore, Nicole Polizzi est invitée, le 27 juillet 2010, à la Bourse de New-York, c'est elle qui fait tinter la cloche d'ouverture de la séance. Snooki apparaît, en 2010, dans l'épisode 21 de la saison 3 de Cake Boss, elle y commande un gâteau pour sa mère. Elle apparaît également dans de nombreuses émissions de la chaîne MTV notamment le show Silent Library (en) en 2011, le MTV's Club New Year's Eve 2013 et l'émission de télé-réalité How Far Is Tattoo Far ? (en) en 2019.
Elle fait un caméo dans le film des frères Farrelly, Les Trois Corniauds en 2012 puis dans le film à sketch My Movie Project en 2013. Elle joue également son propre rôle dans l'épisode "Blade Runners" de la série Supernatural en 2014.

### Autres activités
Nicole Polizzi souhaite en février 2010 déposer la marque « Snooki » auprès de l'United States Patent and Trademark Office. Sa demande est rejetée en raison de la proximité de son pseudo avec un livre pour enfants publié en 2004 Adventures of Snooky: Under the Sea.
En collaboration avec la marque Happy Feet, elle lance en 2010 sa ligne de pantoufles, elle développe ensuite ses activités et accole son surnom à une gamme de parfums, de bijoux et d'écouteurs. Elle ouvre, en décembre 2019 son propre magasin, The Snooki Shop à Madison dans le New Jersey.
Le 4 janvier 2011, elle sort son premier livre, A Shore Thing, une nouvelle coécrite avec Valerie Frankel. Il raconte l'histoire d'une jeune fille lui ressemblant à la recherche de l'amour. Malgré une intense promotion dans les shows The View, The Ellen DeGeneres Show, Jimmy Kimmel Live!, et le Late Show with David Letterman et plusieurs séances de dédicaces, le livre se vend peu, 8 998 exemplaires seulement sont achetés dans le mois. Elle fait cependant son entrée dans la liste des best-sellers du New York Times au 24e rang le 30 janvier. Le 25 octobre 2011, elle publie son deuxième livre, Confessions of a Guidette, en partie autobiographique, en partie guide pour lui ressembler,. Le 15 mai 2012 sort son troisième livre, Gorilla Beach, la suite de A Shore Thing,. Elle publie les années suivantes deux ouvrages autobiographiques Baby Bumps: From Party Girl to Proud Mama, sur sa grossesse puis, Strong is the new sexy : my kickass story on getting my "formula for fierce" sur sa remise en forme après ses accouchements.
Le 31 mars 2011, elle est payée 32 000 $ pour s'exprimer à l'Université Rutgers soit 2 000 $ de plus que la Prix Nobel Toni Morrison. Sa présence et le coût de son intervention sont critiqués par des élèves et par de nombreux médias. La conférence se déroule devant 1 000 étudiants et les responsables de l'université se sont félicités du succès de son intervention et de la publicité faite à l'établissement,. À la même période, ses apparitions en discothèque et bar sont rétribuées à hauteur de 25 000 $.
En janvier 2012, Snooki crée une équipe de boxe, la Team Snooki Boxing. Elle coproduit, avec Final Round Promotions, une réunion au Resorts Casino Hotel (en) d'Atlantic City avec comme boxeur vedette l'Irlandais Patrick Hyland (en). Après un deuxième combat du boxeur irlandais en décembre de la même année, la team Snooki met en pause ses activités. En avril 2013, elle lance la Team Snooki Music pour aider de jeunes artistes.

### Vie privée
Ouvertement bisexuelle,, elle se fiance, en mars 2012, avec son petit ami Jionni LaValle, rencontré dans la série Bienvenue à Jersey Shore (saison 3). Ils se marient le 29 novembre 2014.
Ils sont parents de trois enfants, Lorenzo Dominic LaValle, né le 26 août 2012, Giovanna Marie LaValle, née le 26 septembre 2014 et Angelo James Lavalle, né le 30 mai 2019. Elle partage sur les réseaux sociaux dans un podcast intitulé It's Happening with Snooki and Joey tous ses problèmes liés à la grossesse.

### Démêlés avec la justice
Le 30 juillet 2010, Nicole Polizzi est arrêté à Seaside Heights, dans le New Jersey pour trouble à l'ordre public. Elle est condamnée, le 8 septembre, par le juge Damien G. Murray à une amende de 500 $ et des travaux d'intérêt général. En prononçant la sentence, le juge qualifie Polizzi de « Lindsay Lohan wannabe ». Son arrestation a été enregistrée lors de la production de la troisième saison de Jersey Shore.
Fin 2011, Nicole Polizzi poursuit SRG Ventures, une société de licence, avec laquelle elle avait signé un an plus tôt pour commercialiser des produits de marque Snooki, tels que des montres, des chaussures, de la lingerie et des fournitures scolaires, pour rupture de contrat. Elle les attaque en arguant que l'entreprise n'a pas respecté ses promesses lors de la signature du contrat. La société a contre-attaqué et réclamé 7 millions de dollars de dommages et intérêts pour non respect du contrat, arguant que les managers de Snooki avaient directement contacté des marques sans leur accord et retardé des signatures de contrat.

## Filmographie

### Emissions
- 2009 : Is She Really Going Out with Him (épisode 14) - Jerz Pud
- 2009 - 2012 : Bienvenue à Jersey Shore
- 2010 : When I was 17 (épisode 20, saison 2)
- 2010 : Cake Boss : Snooky, Super Anthony et navires
- 2011 : WWE Raw
- 2011 : Silent library : Épisode “Jersey Shore”
- 2012 - 2015 : Snooki & JWoww
- 2012 : MTV's Club New Year's Eve 2013
- 2013 : MTV's ChallengeMania: Road to Rivals II
- 2013 : Dancing with the Stars (saison 17)
- 2015 - en cours : Snooki & JWoww : Moms With Attitude
- 2016 : Nicole & Jionni's Shore Flip
- 2017 : The New Celebrity Apprentice (saison 13)
- 2018 - 2020 : Jersey Shore ; vacation family
- 2018 : Celebrity Fear Factor
- 2018 - 2019 : How Far Is Tattoo Far? (présentatrice)
- 2021 : Floribama Shore (en) (saison 4, épisodes 14 et 15)
- 2021- : Messyness (présentatrice)

### Cinéma
- 2012 : Les Trois Corniauds de Peter et Bobby Farrelly : elle-même
- 2013 : My Movie Project : elle-même

### Télévision
- 2014 : Supernatural (épisode 16, saison 9) - elle-même, possédée par un démon

## Livres
- A Shore Thing, Gallery Press, 2011
- Confessions of a Guidette', Gallery Books, 2011
- Gorilla Beach, S&S International, 2012
- Baby Bumps: From Party Girl to Proud Mama, Running Press, 2014
- Strong is the new sexy : my kickass story on getting my "formula for fierce", Running Press, 2015